# Centerview
Centerview és una població dels Estats Units a l'estat de Missouri. Segons el cens del 2000 tenia 249 habitants.

## Demografia
Segons el cens del 2000, Centerview tenia 249 habitants, 89 habitatges, i 67 famílies. La densitat de població era de 801,2 habitants per km².
Dels 89 habitatges en un 41,6% hi vivien nens de menys de 18 anys, en un 47,2% hi vivien parelles casades, en un 24,7% dones solteres, i en un 23,6% no eren unitats familiars. En el 19,1% dels habitatges hi vivien persones soles el 7,9% de les quals corresponia a persones de 65 anys o més que vivien soles. El nombre mitjà de persones vivint en cada habitatge era de 2,8 i el nombre mitjà de persones que vivien en cada família era de 3,15.
Per edats la població es repartia de la següent manera: un 34,5% tenia menys de 18 anys, un 8,8% entre 18 i 24, un 30,9% entre 25 i 44, un 17,3% de 45 a 60 i un 8,4% 65 anys o més.
L'edat mediana era de 30 anys. Per cada 100 dones de 18 o més anys hi havia 79,1 homes.
La renda mediana per habitatge era de 28.333 $ i la renda mediana per família de 31.250 $. Els homes tenien una renda mediana de 32.500 $ mentre que les dones 16.042 $. La renda per capita de la població era de 12.696 $. Entorn del 28,9% de les famílies i el 28,6% de la població estaven per davall del llindar de pobresa.

## Poblacions més properes
El següent diagrama mostra les poblacions més properes.